# Jægersoldat
Jægersoldat eller Jæger i hæren, er en specialuddannet soldat fra Hærens specialoperationsstyrke, der er i stand til at løse en lang række fysisk og psykisk krævende opgaver. Jægersoldater indgår i Jægerkorpset, der kan indsættes fra luften, til vands eller over land og løse patrulje- og kampopgaver bag en fjendes linjer. Internationalt er Jægerkorpset ofte de første i ukendte områder og arbejder her med trusselsvurderinger, rekognoscering, personbeskyttelse m.v. Som færdiguddannet jægersoldat har man pligt til at gøre tjeneste uden for landets grænser, fx ved fredsbevarende og fredsskabende opgaver under NATO, FN og OSCE.
Jægersoldatere er ofte udsendt, på øvelse og træner. Jægerkorpset holder til på Flyvestation Aalborg.
Uddannelsen som jægersoldat er opbygget af forskellige kurser og uddannelser, som giver kompetencer til at overleve under svære vilkår. Man får bl.a. undervisning i overlevelsesteknik, kampsvømning samt faldskærmsudspring – både i dagslys og i mørke.